# Eccidio dei Boschi di Ciano
L'eccidio dei Boschi di Ciano è stata una strage fascista perpetrata nel comune di Zocca, in provincia di Modena, il 18 luglio 1944 da un reparto della Guardia Nazionale Repubblicana costata la vita a venti uomini. La particolare efferatezza e crudeltà del fatto, unita all'attiva partecipazione della comunità locale alla guerra di Liberazione, hanno spinto il Presidente della Repubblica Italiana Carlo Azeglio Ciampi ad insignire il comune di Zocca della Medaglia d'oro al merito civile.

## Antefatti
La zona di Zocca era stata una delle prime nel modenese dove si era costituita ed organizzata la Resistenza grazie alla presenza di storici antifascisti come Zosimo Marinelli. Quest'ultimo era stato poi fucilato dai repubblichini al poligono di tiro di Bologna insieme ad altri otto antifascisti il 27 gennaio 1944.
Nei mesi successivi le vallate appenniniche al confine tra le province di Modena e Bologna incominciarono a brulicare di attività partigiana; gli attacchi a presidii nazifascisti o ad figure di spicco del fascismo locale divennero sempre più frequenti. Un ulteriore segnale del rafforzamento delle formazioni della Resistenza avvenne il 17 giugno 1944, quando nelle vallate del Dolo, del Dragone e del Secchia, al confine tra il modenese ed il reggiano, venne costituita la Repubblica partigiana di Montefiorino. Alle prime ore del 21 giugno 1944 una squadra di partigiani penetrò nella caserma della GNR di Zocca e catturò cinque militi. Poco dopo venne prelevato anche il reggente del fascio locale Domenico Mezzacapa e fu svuotata la cassa di una banca. Il giorno seguente i cadaveri dei sei ostaggi furono rinvenuti nei boschi tra Montese e Villa d'Aiano. Nonostante le intenzioni vendicative da parte dei fascisti repubblicani, le autorità militari naziste proibirono loro di effettuare ogni sorta di rappresaglia contro i partigiani detenuti nelle prigioni o contro la popolazione civile. 
Il 15 luglio successivo, lungo la provinciale in località Boschi di Ciano, due soldati tedeschi rimasero uccisi in un'imboscata. Per rassicurare la popolazione civile e favorire il rientro a casa degli uomini che erano fuggiti sui monti, i nazifascisti fecero correre la voce che non vi sarebbe stata alcuna vendetta.

## La strage
Al contrario di quanto promesso, i tedeschi autorizzarono i fascisti a compiere una sanguinosa vendetta contro gli antifascisti locali e tutti coloro i quali erano sospettati di legami con la Resistenza. La notte tra il 17 ed il 18 luglio la 1ª compagnia della GNR di Castello di Serravalle, comandata dal capitano Enrico Zanarini, lanciò un vasto e mirato rastrellamento che investì le località di Castelletto, Ciano, Montombraro, Zocca e Zocchetta. Nella rete dei fascisti caddero una quarantina di persone, delle quali solo alcune legate effettivamente alla Resistenza locale. Una volta concluso il rastrellamento, il gruppo dei prigionieri venne quindi condotto a Castelletto e rinchiuso nel cinema del paese. Qui i fascisti iniziarono ad interrogare e a seviziare gli ostaggi. Nonostante fosse volontà di Zanarini di giustiziare tutti e quaranta i prigionieri, gli ufficiali tedeschi che supervisionavano le operazioni imposero che ne venissero condannati a morte solamente venti. Così a metà mattinata Zanarini compilò una lista con i nomi di venti prigionieri prescelti per essere giustiziati e la consegnò ai nazisti. La restante ventina di uomini detenuti, dopo un secondo turno di violenze e torture, venne invece liberata. Nell'elenco comparivano alcuni partigiani come Lino Bononcini, Ferriero Colzi, Walter Degno, Ezio Lolli, Massimo Nobili, Remo Odorici, Giuseppe Pedretti, Ivo Sassi ed Eraldo Teodori, vecchi antifascisti come i fratelli Giuseppe, Pietro e Raffaele Balugani, renitenti alla leva, come i fratelli Pier Luigi e Silvio Poggi, e parenti di partigiani come Timoleone Tonioni e Silvio Balestri.
Sul far della sera i condannati vennero legati e fatti salire su due camioncini diretti a Boschi di Ciano, nel luogo dove due giorni prima erano stati uccisi i due soldati tedeschi. Qui nel frattempo un cantoniere, per ordine del podestà di Zocca Antonio Bortolini e sotto supervisione del vice di quest'ultimo Augusto Cortesi, aveva costruito due forche con dieci capestri ciascuno. Una volta giunti sul sito dell'esecuzione, i fascisti fecero passare i camion sotto le forche e a ciascun condannato, tutti fatti appositamente alzare in piedi, fu infilato un cappio al collo. Ad un convenuto segnale i due autisti misero in moto e percorsero alcuni metri facendo così cadere nel vuoto le vittime. Nonostante la preparazione dell'esecuzione, le corde di tre condannati si spezzarono. A questo punto, nonostante le leggi di guerra prevedessero di risparmiare la vita a chi sopravvivesse all'esecuzione, i militi fascisti finirono a raffiche i superstiti. A tutti i morti infine venne sparato un colpo di grazia alla nuca. I corpi, sotto la sorveglianza di militari tedeschi, vennero poi lasciati esposti per ventiquattr'ore come monito alla popolazione della zona.

## Vittime
- Amilcare Auregli, di Zocca, classe 1913;
- Silvio Balestri "Vecchio", di Zocca, classe 1890;
- Giuseppe Balugani "Alessio", di Zocca, classe 1904;
- Pietro Balugani "Gigi", di Zocca, classe 1922;
- Raffaele Balugani "Bruno", di Zocca, classe 1910;
- Lino Bononcini "Vento", di Zocca, classe 1920;
- Ferriero Colzi "Ferriero", di Scandicci, classe 1920;
- Walter Degno, di Bologna, classe 1926;
- Leopoldo Gelli, di Rivarolo Ligure, classe 1914;
- Umberto Gherardi "Vispo", di Zocca, classe 1920;
- Ezio Lolli "Fredo", di Zocca, classe 1922;
- Massimo Nobili "Biondo", di Zocca, classe 1900;
- Remo Odorici "Fiero", di Zocca, classe 1925;
- Giuseppe Pedretti "Moro", di Zocca, classe 1902;
- Pier Luigi Poggi, di Zocca, classe 1924
- Silvio Poggi, di Zocca, classe 1921;
- Ivo Sassi, di Savigno, classe 1918;
- Giuseppe Teggi, di Zocca, classe 1892;
- Eraldo Teodori, di Acquasanta Terme, classe 1911;
- Timoleone Tonioni, di Zocca, classe 1890.

## Omaggi e monumenti
Sul luogo dell'eccidio sorge un monumento che ricorda i fatti ed i nomi delle venti vittime. Il 13 marzo 2006 la Presidenza della Repubblica ha concesso al comune di Zocca la medaglia d'oro al merito civile per i sacrifici e sofferenze subite durante la guerra di Liberazione. Degno, Sassi e Teodori sono ricordati anche nel Sacrario dei Partigiani in piazza del Nettuno a Bologna.

## Risvolti processuali
Il 23 giugno 1950, presso la Corte d'Assise Speciale di Lucca, si aprì il processo contro Enrico Zanarini, Giovanni Magnani, Antonio Ravaioli, Paolo Monari, Walter Ecchia, Ferdinando Scaglioni, Bruno Accarisi, Sergio Bornioli, Domenico Caprara, Antonio Cerino, Benito Gamberini, Rodolfo Paolini, Franco Rimondini, Dario Rocca, Umberto Savorini, Elio Tana, Primo Toffoli, Giuseppe Visani, Aldo Zambelli e Gianluigi Cassinelli, imputati di collaborazionismo militare con il tedesco invasore, omicidio aggravato e continuato ed efferate sevizie. Gli imputati erano quasi tutti appartenenti alla cosiddetta Banda Zanarini, accusata di aver commesso nel 1944 un totale di 45 omicidi tra le province di Bologna e Modena. Al momento dell'apertura del dibattito risultavano ancora latitanti cinque imputati tra cui Zanarini, Cassanelli, Gamberini, Magnani e Toffoli. Il 20 luglio successivo la corte condannò Zanarini a 30 anni di reclusione, Magnani a 30 anni di reclusione (pena condonata di un terzo), Ecchia a 30 anni di reclusione (21 dei quali condonati), Caprara a 30 anni di reclusione (21 dei quali condonati), Zambelli a 24 anni ed 8 mesi di reclusione (due terzi più un anno condonati), Accarisi a 30 anni di reclusione (21 dei quali condonati), Scaglioni a 30 anni di reclusione (21 dei quali condonati), Visani a 23 anni e 4 mesi di reclusione (due terzi più un anno condonati), Cerino a 30 anni di reclusione (21 dei quali condonati), Paolini a 30 anni di reclusione (21 dei quali condonati). I suddetti venivano poi condannati alla confisca della metà dei propri beni, al risarcimento delle parti civili, del pagamento delle spese processuali e alle spese della loro custodia preventiva. Venivano inoltre condannati al pagamento in solido alle famiglie di quattro vittime. La medesima Corte di Lucca ordinava poi la scarcerazione di Bornioli, Ravaioli, Rimondini, Rocca, Savorini e Tana ed inoltre revocava i mandati di cattura di Cassanelli, Gamberini e Toffoli.
Nel novembre 1952 presso la Corte d'Assise d'Appello di Firenze si celebrò il processo d'appello dietro ricorso presentato da Zanarini, Magnani, Accarisi, Cerino, Ecchia, Paolini e Scaglioni. La Corte assolse per insufficienza di prove Magnani, Accarisi ed Ecchia, ordinando la scarcerazione degli ultimi due e lo stralcio del mandato di cattura a carico del primo. Venne invece confermata la pena a 30 di reclusione per Zanarini, ancora latitante. 
Il 23 marzo 1954 la Corte di Cassazione dichiarò inammissibili i ricorsi di Ecchia e Scaglioni e respinse quelli di Accarisi e Zanarini (ancora latitante), al quale però la pena venne ridotta a due anni reclusione. Il 14 agosto 1959 il Tribunale di Lucca, ai sensi dell'amnistia dell'11 luglio dello stesso, dichiarava estinti i reati a carico di Zanarini. Il mese successivo Zanarini, ancora latitante dalla fine del conflitto, si presentò spontaneamente presso il Tribunale di Lucca che, con ordinanza del 28 agosto 1959, gli comunicò l'avvenuta amnistia.